# NGC 5687
NGC 5687 (również PGC 52116 lub UGC 9395) – galaktyka eliptyczna (E-S0), znajdująca się w gwiazdozbiorze Wolarza. Odkrył ją William Herschel 24 kwietnia 1789 roku.